# Cheirolaena
Cheirolaena  es un género monotípico de plantas con flores con una especies perteneciente a la familia de las  Malvaceae. Su única especie: Cheirolaena linearis Benth., es originaria de Madagascar. Fue descrito por George Bentham  y publicado en Genera Plantarum 1: 222, en el año 1862. (7 Aug 1862)

## Distribución
Es endémica de Madagascar donde se distribuye por la Provincia de Antsiranana.